# ハリウッドランド
『ハリウッドランド』（Hollywoodland）は、2006年のアメリカ映画。テレビシリーズ『スーパーマン』のジョージ・リーヴスの死の真相を突き止めるサスペンス。
ジョージ・リーヴスを演じたベン・アフレックがヴェネツィア国際映画祭男優賞を受賞した。

## あらすじ
1959年6月16日、テレビドラマ『スーパーマン』の主演俳優であるジョージ・リーヴスが自宅で死去した。警察は銃による自殺だと断定するが、リーヴスの母ヘレンは、探偵ルイス・シモに捜査を依頼した。調査を進めるにつれて、ルイス・シモも自殺との断定に疑問を持ち、リーヴスの葛藤と芸能界のタブーへと近づいて行った。

## キャスト
| 役名                 | 俳優                   | 日本語吹替 |
| -------------------- | ---------------------- | ---------- |
| ルイス・シモ         | エイドリアン・ブロディ | 井上和彦   |
| トニー・マニックス   | ダイアン・レイン       | 小山茉美   |
| ジョージ・リーヴス   | ベン・アフレック       | 関俊彦     |
| エドガー・マニックス | ボブ・ホスキンス       | 鈴木泰明   |
| ヘレン・ベッソロ     | ロイス・スミス         | 藤波京子   |
| レオノア・レモン     | ロビン・タニー         | 高乃麗     |

- その他の日本語吹き替え：小島敏彦／宮内敦士／佐々木敏／村松康雄／長尾雅世／野沢由香里／石住昭彦／若原美紀／高瀬右光／伊藤和晃／世古陽丸／二瓶美江／森夏姫／遠藤純一／渡辺浩司／杉野博臣／日向とめ吉／ふくまつ進紗／牛越恵美